# Compsocladium
Compsocladium — рід грибів родини Ramalinaceae. Назва вперше опублікована 1956 року.

## Класифікація
До роду Compsocladium відносять 2 види:
- Compsocladium archboldianum
- Compsocladium kalbii